# مات ماسون
مات ماسون (20 مارس 1974 في أستراليا - ) (بالإنجليزية: Matt Mason)‏ هو لاعب كريكت أسترالي. لعب مع نادي مقاطعة ورسسترشاير للكريكيت ‏ وفريق غرب أستراليا للكريكت ‏.

## وصلات خارجية
- مات ماسون على موقع إي آس بي آن كريك إنفو (الإنجليزية)